# Тобольская духовная семинария
Тобольская православная духовная семинария — высшее духовное учебное заведение Тобольской и Тюменской епархии Русской православной церкви, готовящее священно- и церковнослужителей.

## История
В 1703 году в Тобольске по указу Петра I митрополитом Филофеем (Лещинским) было открыто первое за Уралом учебное заведение — славяно-русская школа. В 1743 году по инициативе митрополита Антония (Нарожицкого) школа была преобразована в Тобольскую Духовную Семинарию . С момента основания семинария располагалась в архиерейском доме, позднее в 1770 году по указанию епископа Варлаама была перемещена в тобольский Знаменский монастырь .
Управление семинарией осуществлялось ректором под непосредственным присмотром митрополита . Одновременно ректор исполнял обязанности учителя богословия. За ректором шел префект, он же учитель класса философии. Одновременно было учреждено семинарское правление, в которое входили ректор, префект и учитель риторического класса. Правление принимало присягу и ему было дано право напрямую обращаться с письменными просьбами в Синод. 
Первоначально в Тобольской семинарии были открыты только низшие классы — фары и инфимы, грамматики и синтаксиса, затем класс пиитики, а в 1748 году — класс риторики. Позднее открылись классы философский и богословский, и с 1764 года Тобольская Духовная семинария имела полный набор классов. При Екатерине II она была в числе восьми из двадцати шести российских семинарий, где преподавался полный восьмиклассный курс.
В 1840 году была проведена вторая реформа духовных учебных заведений.
Последний выпуск в семинарии состоялся весной 1919 года, после чего семинария закрылась.

#### Современное положение
14 октября 1989 года Священный Синод Русской Православной Церкви принял решение об открытии Тобольской духовной семинарии. В 1991 году при семинарии было открыто Регентское отделение, а в 1996 году — Иконописная школа.
В 2013 году преподаватель Тобольской семинарии диакон Димитрий Викторович Прахт успешно защитил кандидатскую диссертацию «Тобольская духовная семинария в контексте реформ среднего духовного образования в 19 — нач. 20 вв.»
В феврале 2014 года решением Учебного комитета Русской Православной Церкви в Тобольской Духовной семинарии учреждена магистратура по двум профилям подготовки: «Церковная история» и «Миссиология».
28 декабря 2018 года Священный Синод Русской православной церкви констатировал, что семинария имеет «существенные недостатки в обеспечении учебного процесса и реализации программ подготовки священнослужителей» и постановил приостановить набор студентов на магистерские программы с 2019/2020 учебного года до исправления ситуации и ходатайства Учебного комитета Русской православной церкви о возобновлении набора.
13 июня 2024 года Тобольская духовная семинария прошла процедуру государственной аккредитации образовательной программы 48.03.01 Теология.

## Ректоры
- 1758—1772 — Михаил (Миткевич)
- 1773—1784 — Илия (Шумилевич)[6]
- 1799—1810 — Михаил (Бурдуков)
- 1810—1813 — архимандрит Филарет (Амфитеатров)
- 14 августа 1819—1824 — Евгений (Баженов)
- 8 октября 1824 — 5 марта 1825 — Филарет (Райский)
- 15.03.1830 — 1835 — Иона (Капустин)
- 13 июля 1851 — 4 мая 1854 — Порфирий (Соколовский)
- май 1854 — 3 июля 1864 — Паисий Пылаев[7]
- 1873—1877 — протоиерей Николай Потоцкий
- 1877—1904 — протоиерей Пётр Головин
- 1910—1914 — протоиерей Василий Гагинский
- 1914 — 5-8 мая 1915 — протоиерей Николай Асташевский
- 5-8 мая 1915—1917 — протоиерей Александр Архангельский
- ? — 1919 — Чернавский и. о. ректора
- 25 апреля 1919 — 26 июня 1920 — протоиерей Александр Замятин
- октябрь 1989 — сентябрь 1990 — архимандрит Макарий (Веретенников)
- сентябрь — октябрь 1990 — архимандрит Георгий (Тертышников) не прибыл
- октября 1990 — 24 июля 2025 — митрополит Димитрий (Капалин)
- с 24 июля 2025 — иерей Димитрий Майоров

## Преподаватели
- Сидоренко, Алексей Константинович — протоиерей, доцент Тобольской духовной семинарии, кандидат философских наук, почетный настоятель храма в честь Покрова Божией Матери в городе Ишима.

## Известные выпускники
- Абрамов, Николай Алексеевич — знаменитый этнограф Сибири
- Александр (Иноземцев) — председатель собора Украинской автокефальной православной церкви в Луцке (1942)
- Дерябин, Андрей Фёдорович — основатель Ижевского оружейного завода, руководитель Департамента горных и соляных дел (1811—1817) и Горного кадетского корпуса
- Елисеев, Григорий Захарович, выпуск 1840 года — редактор журнала «Отечественные записки» (1868—1881), один из прототипов Ракитина в «Братьях Карамазовых»
- Знаменский, Михаил Степанович — мемуарист, иллюстратор, автор портретов декабристов в ссылке
- св. Макарий (Невский), выпуск 1855 года — митрополит Московский и Коломенский (1912—1917), «апостол Алтая»
- Иероним Кирилов (в миру Иван; 1765—1829) — архимандрит РПЦ; педагог и ректор Пермской духовной семинарии.
- Мансветов, Григорий Иванович — член Академии Российской (1827)
- Павлов, Алексей Степанович — член-корреспондент Императорской Санкт-Петербургской Академии наук (1873)
- св. Стефан Омский, выпуск 1824 года
- Словцов, Пётр Андреевич, выпуск 1788 года — историк Сибири и поэт
- Филарет (Райский) (до пострижения Федор; 1788—1825) — архимандрит, в 1824 году был ректором ТДС.